# Królowe Jerozolimy
Pogrubioną czcionką zaznaczono królowe panujące (zobacz więcej Królowie Jerozolimy)
| #  | Imię                              |  | Urodzona          | Zmarła              | Czas rządów  | Rodzice                                   |
| -- | --------------------------------- |  | ----------------- | ------------------- | ------------ | ----------------------------------------- |
| 1  | Arda z Armenii                    |  |                   | po 1117             | 1100–1105    |                                           |
| 2  | Adelajda del Vasto                |  | ok. 1175          | 16 kwietnia 1118    | 1112–1117    | Manfred del Vasto Agnieszka de Vermandois |
| 3  | Morfia z Meliteny                 |  |                   | 1126/27             | 1118–1126/27 | Gabriel z Meliteny                        |
| 4  | Melisanda z Jerozolimy            |  | 1105              | 11 września 1161    | 1131–1153    | Baldwin II z Le Bourg Morfia z Meliteny   |
| 5  | Teodora Komnena                   |  | ok. 1145          | ?                   | 1158–1162    | Izaak Komnen Irena Synadena               |
| 6  | Agnieszka z Courtenay             |  | 1136              | 1184                | 1162–1163    | Joscelin II z Courtenay Beatrycze         |
| 7  | Maria Komnena                     |  | ok. 1154          | 1208/1217           | 1167–1174    | Jan Komnen Dukas Maria Taronitissa        |
| 8  | Sybilla Jerozolimska              |  | 1159 lub 1160     | 25 lipca 1190       | 1186–1190    | Amalryk I Agnieszka z Courtenay           |
| 9  | Izabela I Jerozolimska            |  | 1170              | 1205                | 1192–1205    | Amalryk I Maria Komnena                   |
| 10 | Maria z Montferratu               |  | 1192 lub 1193     | 1212                | 1205–1212    | Konrad z Montferratu Izabela Jerozolimska |
| 11 | Jolanta Jerozolimska (Izabela II) |  | 1212 Akka         | 2 maja 1228 Andria  | 1212–1228    | Jan z Brienne Maria z Montferratu         |
| 12 | Elżbieta Bawarska                 |  | ok. 1227 Landshut | 9 października 1273 | 1246–1254    | Otton II Bawarski Agnieszka Welf          |
| 13 | Izabela z Ibelinu                 |  | 1241              | 1324                | 1269–1284    | Guy z Ibelinu Filipa Berlais              |